# ميتال غير سوليد 5: جراوند زيروز
ميتال غير سوليد 5: جراوند زيروز (بالإنجليزية: Metal Gear Solid V: Ground Zeroes)‏ هي لعبة فيديو من نوع أكشن-مغامرات وتسلل من تطوير كوجيما برودكشنز وإنتاج هيديو كوجيما. هي ستكون جزء من الإصدار العاشر الرئيسي ضمن سلسلة ميتال غير والأولى ذات عالم مفتوح، حيث تقع احداثها بعد ميتال غير سوليد: بيس والكر. جراوند زيروز ستكون عبارة عن النصف الأول من ميتال غير سوليد 5، حيث هي مقدمة للإصدار الرئيسي القادم ميتال غير سوليد 5: ذا فانتوم بين. تم نزول اللعبة في 20 مارس، 2014 للبلاي ستيشن 3 وإكس بوكس 360 وبلاي ستيشن 4 وإكس بوكس ون، و18 ديسمبر 2014 للPC

## طريقة اللعب
تم إعطاء اللاعب القدرة على الدخول إلى القاعدة من جهاز السمارت فون (الحقيقي). مخرج السلسلة هيديو كوجيما. طريقة اللعب الجديدة ستسمح للاعب بأختيار الترتيب في سرد القصة عن طريق أختيار المهمات بأي ترتيب يريده. ومع ذلك «فهم الرسالة الشاملة في النهاية».
تكلم كوجيما عن الطابع التقليدي للأجزاء السابقة من السلسلة، قائلاً بأنهم "وضعوا اللاعب على طريق واحد للذهاب من أ إلى ب، مع كمية محدودة من الحرية بينهما. في تناقض صارخ، سيقوم فريق كوجيما بدلاً من ذلك بتوفير طرق تنقل وتسلل جديد للاعب، مثل أخذ طائرة أو مروحية أو دراجة نارية إلى منطقة المهمة. هذا من أجل أن ينجز كوجيما "تجربة عالم مفتوح حقيقية" مع جراوند زيروز.

## مقدمة
تقع أحداث جراوند زيروز في 1975، بعد عدة أشهر من بيس والكر. بيج بوس (نيكيد سنيك) يلعب دور البطل حيث يعمل مع جماعة «جنود بلا حدود» (Militaires Sans Frontieres) على أختراق قاعدة سرية أمريكية على الأراضي الكوبية تدعى «مخيم أوميغا» (Camp Omega). مهمة سنيك تشتمل على إنقاذ شيكو ليبرا، وهو ولد صغير من بيس والكر، والبحث عن باز أورتيجا أندريد. في وقت ما خلال مهمته، تتعرض قاعدة جنود بلا حدود إلى هجوم من قبل جماعة غامضة تدعى XOF.

## تطوير
ميتال غير سوليد 5 كانت في الاصل ستحتوي كل من جراوند زيروز وذا فانتوم بين لكن طول مدة التطوير جعلت هيديو كوجيما يقسم المشروعين إلى جزئين.
في فبراير 2012، أحد المواقع الألكترونية يدعى «تطوير بلا حدود» مملوك من قبل كونامي قام برفع دعاية تطوير لعنوان ميتال غير جديد، تحت اسم «MGS التالية» (THE "NEXT" MGS). الموقع كان يوظف طاقم من أجل مؤتمر مطوري الألعاب 2012 (GDC)، وطلبت العديد من الوظائف لعنوان ميتال غير سوليد الجديد يستهدف «منصات الألعاب الحالية والPC» و«منصات الجيل القادم». بمرور السنة، تم عرض صور ومقاطع فيديو من قبل الفريق لمحرك فوكس الجديد المعلن عنه. على الرغم من أن الشخصيات والأحداث التي عرضت فيها ليس لها علاقة بالسلسلة، إلا أنه لوحظ صورة لشخص يشبه بيج بوس يتقرب من مركبة قتال مدرعة سترايكر سبق أن ظهرت في الجزء الرابع من السلسلة.
في مقابلة مع مدونة VG247، أعرب هيديو كوجيما عن قلقه بشأن ما إذا كانت اللعبة ستصدر أم لا. هو قال بأن هدفه كان التوجه إلى مواضيع محرمة وللكبار، والتي أعتبرها «خطيرة جداً»، مضيفاً بأن دوره كمبتكر ومنتج كانا في صراع مع بعضها البعض؛ كمبتكر، كوجيما أراد استكشاف مواضيع قد تنفر الجماهير، لكن كمنتج، كان عليه أن يكون قادرا على تخفيف المحتوى من أجل بيع أكبر عدد ممكن من نسخ اللعبة. في النهاية، دور المبتكر هو الذي فاز، وكوجيميا وصف منهجه بأنه «إعطاء الأولوية للإبداع على المبيعات». على الرغم من أن اللعبة كان يعتقد أصلا أن تصدر على قرص، فمن غير الواضح في الوقت الراهن كيف ستوزع جراوند زيروز.

## وصلات خارجية
- ميتال غير سوليد 5: جراوند زيروز على موقع IMDb (الإنجليزية)
- الموقع الرسمي